# Combat de Moyale

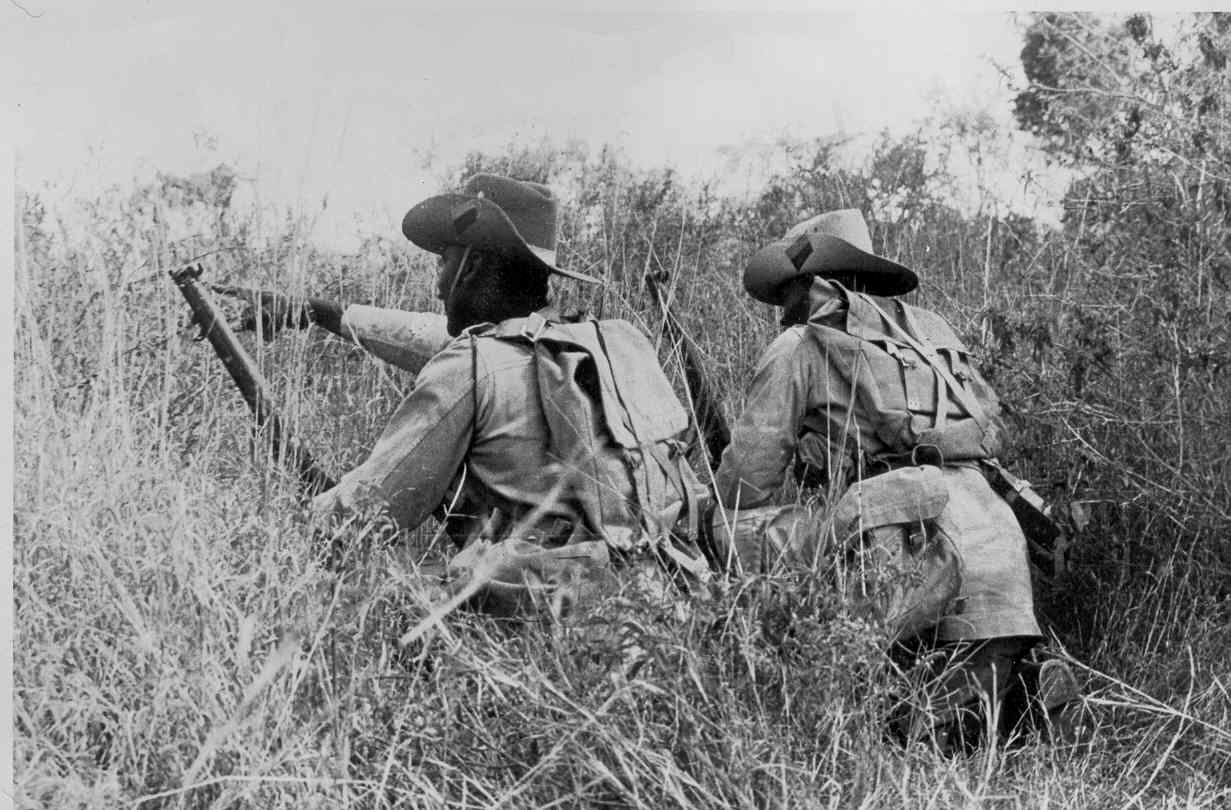
King's African Rifles en 1944

Le combat de Moyale est livré le 15 juillet 1940 au Kenya (Afrique de l'Est), pendant la Seconde Guerre mondiale (1939-1945).
Lors de l'une de leurs rares actions offensives, les troupes italiennes d'Afrique orientale, commandées par le général Gustavo Pesenti attaquent la ville frontalière de Moyale, défendue par une petite garnison britannique composée d'une compagnie du 1st King's African Rifles. Submergée par le nombre, sans espoir d'être secourue et quasiment encerclée, cette dernière n'a d'autre choix que d'abandonner la ville aux envahisseurs, après une résistance acharnée.